# Oltár
Az oltár  az ókor és középkor népeinél általában az áldozati kultusz helye, bizonyos keresztény egyházakban, így a katolikus egyházban a mise szertartásaira, kőből épült, asztalszerű emelvény.

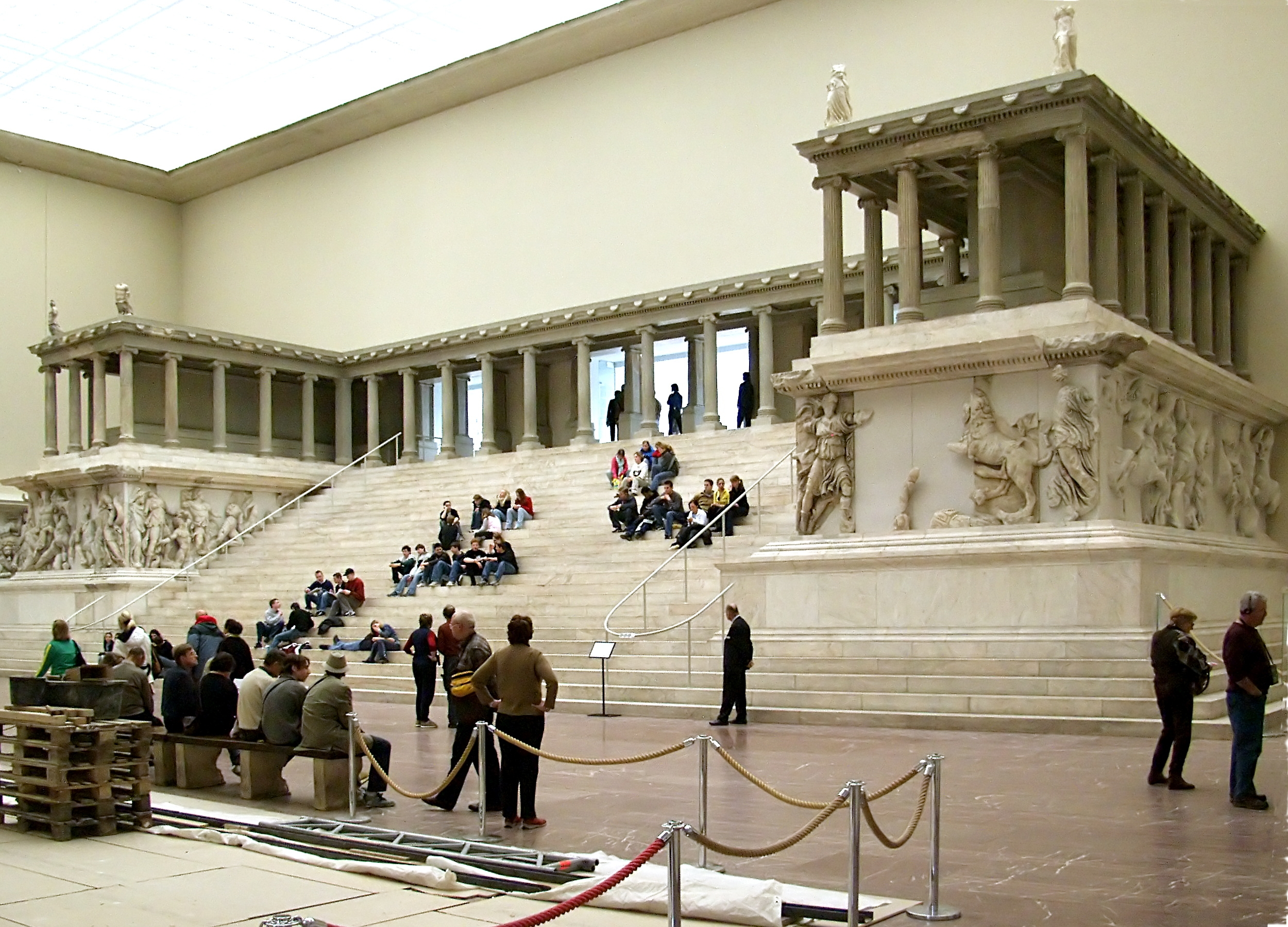
A Pergamon-oltár rekonstrukciója (Berlin, Pergamonmuseum)

## A név eredete
A latin altare szót sokáig az adolere, (elégetni, elfüstölögtetni) szóból eredeztették, mivel az oltár az égő áldozat helye volt; a nyelvészek újabban az altus (magas) szóból származtatják. A klasszikus latinban csak a többes számú altaria alakot használták, a keresztény latinban az egyes számú alak terjedt el.

## Történet
A legkülönfélébb vallások közös jellemzőjeként az ég isteneinek a föld fölé emelt építményeken áldoztak, a föld alatti isteneknek pedig gödörben. Oltárt ott építettek, ahol rendszeresen akartak áldozni az égieknek: útkereszteződéseknél, városok utcasarkain, isteneknek szentelt körzetekben, kisebb-nagyobb templomokban és magánházakban, magaslatokon vagy magas építményeken. Az oltár kiképzése függött az áldozók vagyoni helyzetétől: egy városállam hivatalos oltára rendszerint nagyobb és díszesebb volt, mint egy törzsé vagy családé. A parasztközösségek faragatlan kövekből összehordott köveitől az oltár fokozatosan fejlődött a lépcsőzetes talapzatra állított, ékes márvány építményig (Pergamon-oltár, az Ara Pacis Augustae Rómában). A nagy kultikus helyeken mellékoltárokat is állítottak.
A régi áldozati vallások kultuszának annyira fontos alkotórésze volt, hogy olyan templom akadt, amelyben istenkép vagy istenszobor nem volt, olyan azonban nem, amelyben vagy amely mellett oltár ne lett volna.

### Ókori zsidók

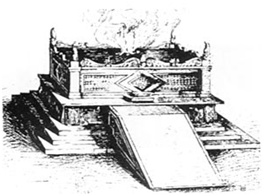
Az ókori zsidó égőáldozati oltár rekonstrukciós rajza

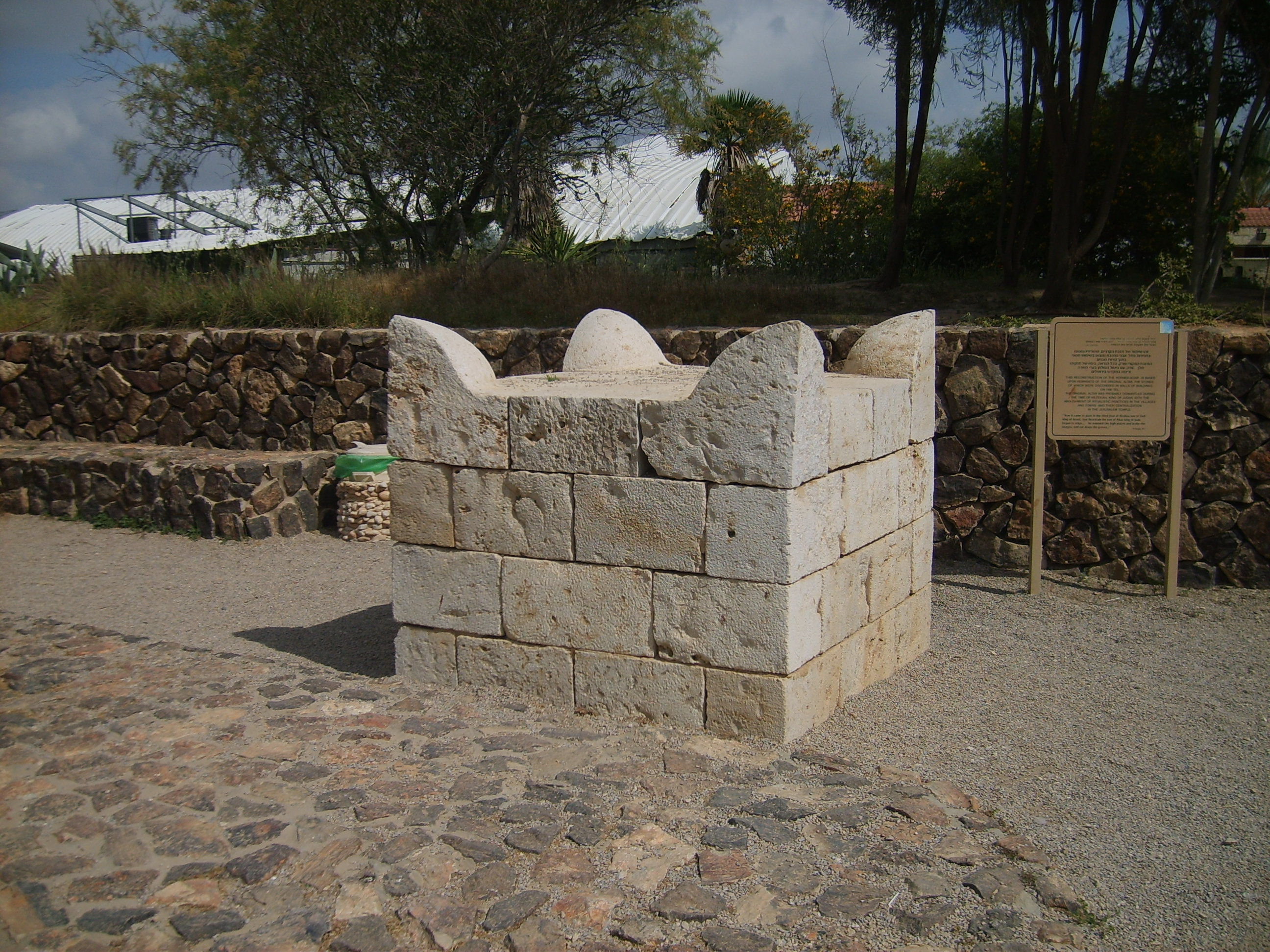
Egy ókori izraelita oltár rekonstrukciója, Beérseva

A pátriárkák (ősatyák) vándorlásait az emlékül állított oltárok jelzik. Isten az oltár fölött és az oltár közvetítésével lépett kapcsolatba népével, így az egy (egyetlen) oltár Izrael erőforrásává, egységének jelképévé vált.
Bár az oltár asztal formájú, az Ószövetség nagyon ritkán nevezi asztalnak, valószínűleg azért, hogy megkülönböztesse JHVH oltárát az pogány oltároktól.
Az Izraellel szomszédos népek oltárainak zöme szikla vagy vándorkő volt (gyakran csészeszerű bemélyedéssel), Izrael fiai azonban csak kivételesen használtak áldozásra ilyen köveket. A legtöbb leírás szerint az oltár kőhalom, faragatlan kövek halmaza; ilyen volt az a Holt-tengertől délnyugatra épült Aradban.
A szent sátor, majd később a jeruzsálemi templom udvarán állt a zsidó kultusz égőáldozati oltára. Vörösrézből készült és az udvar legjelentősebb tárgya volt. Az izraelita ezen az oltáron keresztül jutott közösségbe Istennel. Olyan volt ez számára mint Jákob létrája. A megjelenés az oltár előtt mindenki számára azt jelentette, hogy találkozik a szent Istennel. A tűz éjjel-nappal égett rajta, és megemésztette az áldozatot, amelyet a bűnös hozott magával.
Az oltár négyzet alakú volt, egy-egy oldala öt, magassága három könyök (2,5 illetve 1,5 méter). Szilárdan állt, nem lehetett felborítani. Két oldalán négy karika volt a szállításhoz. Jellegzetes tartozékai voltak a négy sarkán a faragott szarvak; ez más, környező népeknél is szokás volt. Palesztinából csak olyan oltárokat ismerünk, amelyek szarvait az oltárral egy tömbből faragták ki. Ha az oltár szarvát letörték, leütötték, ezzel megszentségtelenítették az oltárt. Az oltárhoz ezen kívül még több eszköz tartozott: lapát, fogó, serpenyő; ezek is vörösrézből készültek.
Az égőáldozati oltáron túl a szentélyben állt az ún. jóillatú áldozatok oltára. Ide már csak a léviták (papok) léphettek be. Ez az oltár kisebb méretű volt, arany lemezekkel bevonva. Rajta tömjént égettek. (→ Tömjénfüstölő) Ez az oltár színarannyal borított akáciafából készült, a sarkain szarvakkal. A füstölőszer négy különböző anyag vegyülékéből állt. Véres áldozatot nem mutattak be rajta, csak a szarvait hintették meg vérrel, amely az udvari égőáldozati oltáron elfolyt.
A kereszténység értelmezése alapján a zsidó égőáldozati oltár a később megjelenő Krisztus keresztjét szimbolizálta. Az Ő vére lett a bűn váltságának a díja. Ami annak idején az izraelitáknak a rézoltár volt, az a keresztények számára a golgotai kereszt lett. Az oltáron elfolyt állatok vére jelképesen az eljövendő Krisztus vérére mutatott rá.

### Görög-római kor

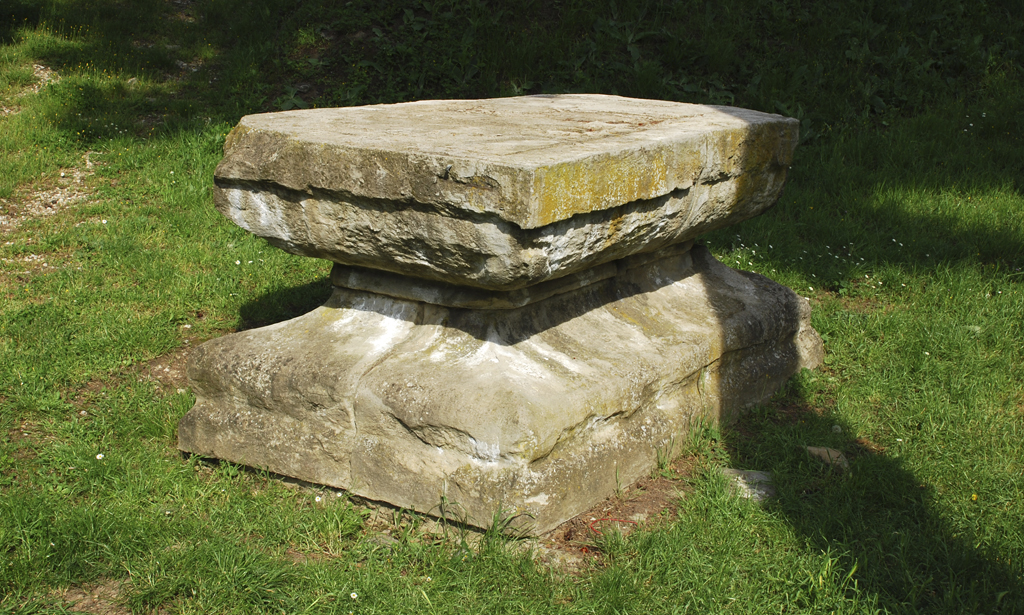
Ókori római oltár

Az ókori görögök oltárokat építettek házaik bejáratánál és udvaraikon, piactereken és középületekben, valamint a vidéki szent ligetekben. Voltak hatalmas méretű városi oltárok, amelyeken folyamatosan égett a tűz, és templomi oltárok, amelyeket inkább a templom előtt építettek, mint magában az épületben.
Magas, impozáns oltárokat használtak olyan hatalmas istenekhez, mint Zeusz vagy Pallasz Athéné, míg alacsonyabb oltárokat inkább olyan házi istenségeknél használtak, mint Vesta és Démétér. A római oltárok mind formájukban és domborműveikben nagyon hasonlítottak a görögök oltáraira.

### Kereszténység
A legkorábbi keresztények sem templomokat, sem oltárokat nem használtak istentiszteletük során, hanem általában magánházakban gyűltek össze. Az úrvacsorára és az utolsó vacsora emlékére asztalt használtak.
A 3. századra van olyan utalás, amelyen az úrvacsorára alkalmazott asztalt oltárnak tekintették. Az első szilárd, azaz padlóval egybeépített oltár Szíriában, a 3. századból került elő.
Amikor Konstantin korától a keresztények elkezdtek templomokat építeni, egy fából készült asztalt került az apszisba. Rómában, 313 után az asztalokat, illetve oltárokat a vértanúk sírjai fölé állították.
A népvándorlás korában a vértanúk ereklyéit a fosztogatók elől a városokba mentették, és ott a templomok oltárai alatt helyezték el. A 6. században minden oltárhoz valamely vértanú sírját vagy ereklyéjét rendelték: ettől az időtől az oltárokat úgy szentelték fel, hogy elhelyezték bennük az ereklyét, majd bemutatták az első szentmisét.
Az asztalokra, illetve az oltárra évszázadokon át csak a szent adományokat, az evangéliumot és a szertartás szövegét tartalmazó könyvet volt szabad elhelyezni. Eredetileg gyertyáknak vagy keresztnek az elhelyezése is tilos volt.
Az asztalokat egyre inkább kőből építették, és a 8. századtól tömb jellegűre, továbbá ereklyéket helyeztek el benne. Az oltárszentelés (dedicatio altaris) szertartásának hagyományossá vált rendje a 8-9. században, a Frank Birodalomban alakult ki.
A középkor folyamán a nagyobb nyugati templomokban mellékoltárokat is építettek, hogy több szentmisét is meg lehessen tartani egyszerre. Rajtuk keresztet és más vallásos jelvényeket helyeztek el, képekkel, szobrokkal díszítették. Legdíszesebb oltár a főoltár lett.
A hordozható oltárt a templomon kívül, a szabadban bemutatott szentmise kultuszához használták.
Az ún. kiváltságos oltár, – amelyen mondott szentmisével a halottra alkalmazott teljes búcsú jár, – nyoma a 14. századra vezet vissza. A püspök minden plébánián kijelölhetett ilyen oltárt.
A reformáció után létrejött protestáns egyházak nagy része már nem használt oltárt, hanem csak az úrvacsorához egy asztalt.
Az oltár kiképzésében minden kor a maga stílusát juttatta kifejezésre. Az ellenreformáció barokk kora művészi felépítményekkel, a Szentháromságnak, valamint számos szentnek és angyalnak az alakjával vette körül az oltárt. Egyre több lett a mellékoltárok száma is.

## A katolikus oltár

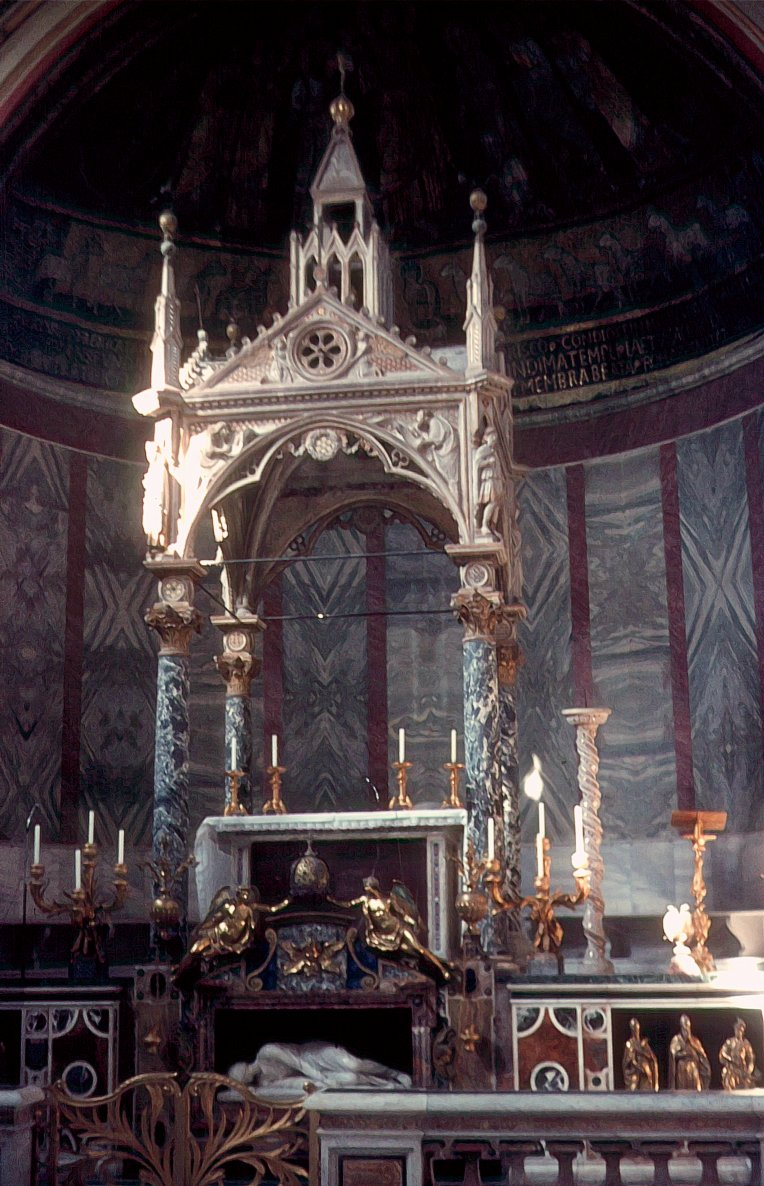
Katolikus oltár cibóriummal

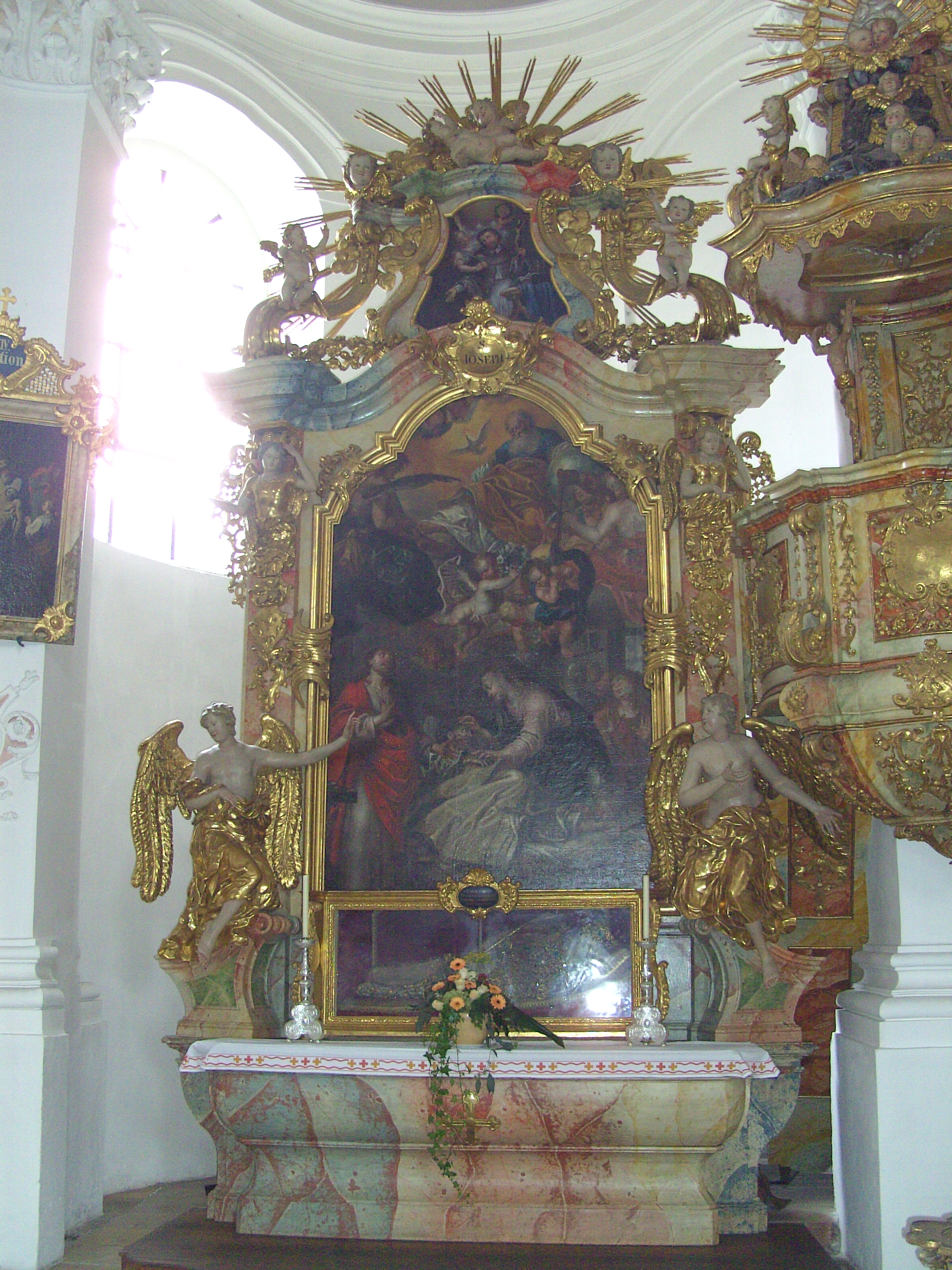
A rinchnachi kolostor templomának katolikus oltára

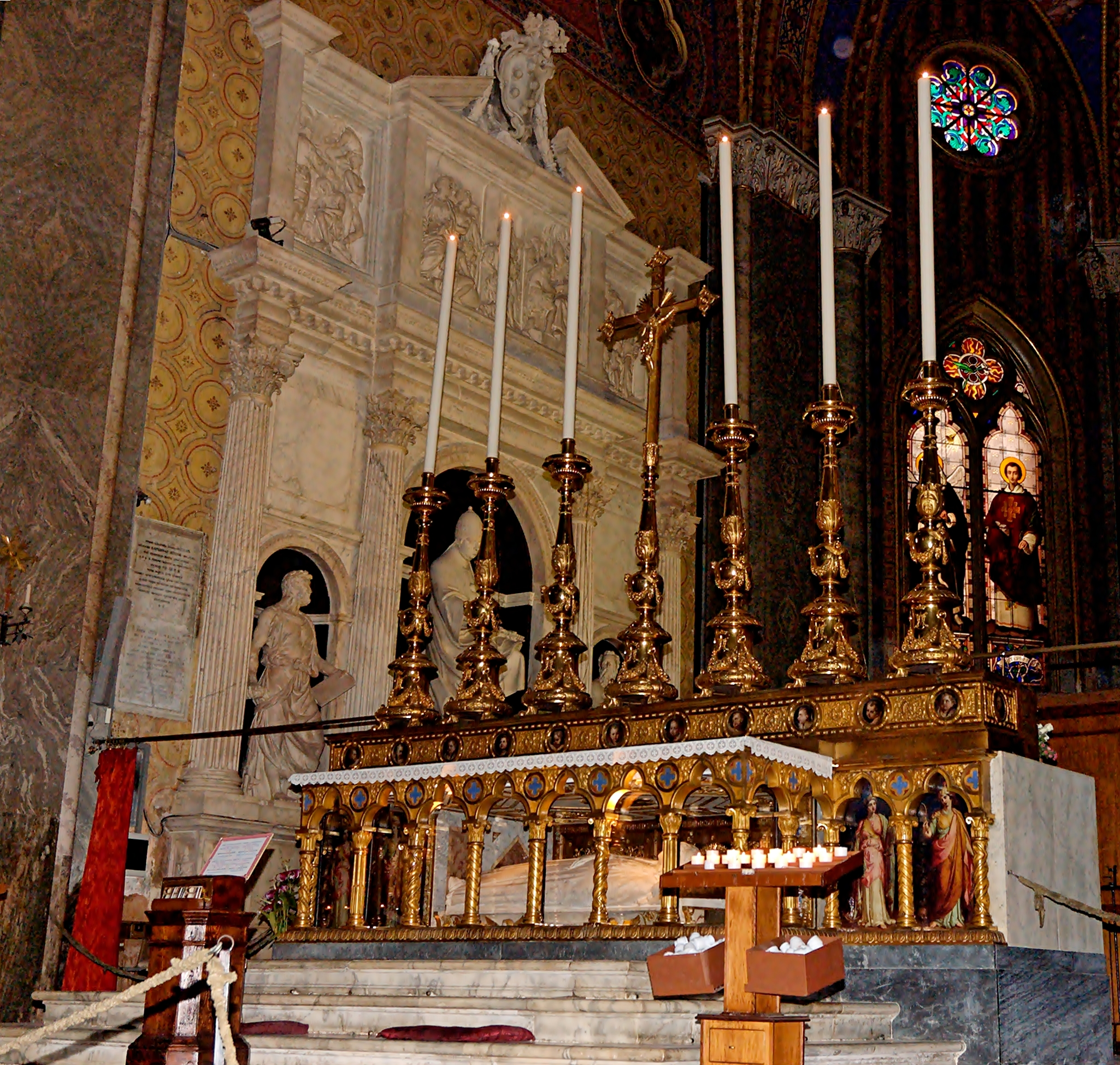
A római Szt. Mária-bazilika oltára és szarkofágja

A katolikus templomban az oltár az eucharisztikus áldozat asztala. Lehet szilárd (a padlóval egybeépített) és lehet hordozható, áthelyezhető.
Az oltár terét, a szentélyt a klérusnak tartották fenn, és ezt a részt szentélyrekesztővel (cancellus, szentélyrács) választották el a közösség terétől — a szentélyrekesztő bizánci megfelelője az ikonosztáz.
Az oltár kezdetben aránylag kicsi és szögletes volt. Az ókeresztény templomokban a bejárattal szemben lévő falnál állt, a bazilikákban pedig az apszis előtt vagy a kereszthajó közepén, lépcsőzetes emelvényen, hogy mindenfelől láthassák. A miséző pap az oltár mögött, a néppel szembefordulva végezte a szertartást, de ezt a gyakorlatot még az ezredforduló előtt felváltotta a „háttal misézés”  az oltár nép felőli oldalán, majd az oltárt lassanként a szentély végébe helyezték át. A II. vatikáni zsinat óta a főoltár újra szembemiséző oltár.
A mellékoltárok állítása 600 körül Nyugat-Európában vált szokássá, főként a magánmisék számának gyarapodása miatt.
Az oltárt a miséhez vászonkendővel (oltárterítővel) takarták le, és erre csak meghatározott tárgyakat tettek:
- kenyeres tányért,
- kelyhet,
- evangéliumoskönyvet,
- szükség esetén a liturgia szövegét tartalmazó lapot,
- a 8. századtól szentek ereklyetartóit,
- Nyugat-Európában körülbelül 1000-től gyertyát és feszületet.

Amint az oltár fal elé került, a falat elkezdték képzőművészeti motívumokkal (oltárkép) díszíteni. Az eucharisztia tiszteletéből született meg a főoltárra épített tabernákulum, ami egyúttal a monstrancia trónusa is lett.

### A katolikus oltár fajtái
- A vértanúk sírja fölé épített oltárt a sír köré emelt falra állították: ez volt a confessio.

A confessióval egy időben jelent meg a tömb formájú oltár, aminek vízszintes vagy előlapjára helyezték az ereklyéket. A 4. századtól az asztal jellegű fa oltárokat arany- vagy ezüstveretekkel díszítették, esetleg drága szövetekkel borították. A ládaoltár oldalait olykor fakeretre erősített arany- vagy ezüstlemezekkel borították: ez volt az antependium.
A kő oltárokat ornamentális vagy alakos faragással díszítették. A román stílusú oltárok retablója szögletes, keretezett kép vagy relief az oltár teljes szélességében. A gótika kedvenc típusa a szárnyas oltár volt, a reneszánsz oszlopos építménybe foglalta a magas, festett retablót: ez lett az aedicula-retabló. A barokk oltárépítők az oltárt szobrokkal, ereklyetartókkal és további építészeti elemekkel bővítve a templom zárófalát egészen a mennyezetig kitöltötték. A modern templomépítészetben a retabló jelentőségét vesztette.
A cibóriummal díszített oltárforma gyökerei is az ókorba nyúlnak vissza, amikor egyes helyek kiváltságos jellegét rendszeresen szilárd baldachinnal emelték ki. I. Constantinus bazilikáiban külön építészeti hangsúlyt kapott a gazdagon díszített cibórium. A cibórium legszebb példáját Bernini építette 1633-ban a római Szent Péter-bazilikában. Az újkori templomépítészetben egy-két kivételtől eltekintve ezt sem alkalmazzák.
Az oltárt körülvevő rács elődei, az oszlopok közé fogott, gazdagon díszített kőlapok keleten tűntek fel az 5. században; a nyugati templomépítészetben keleti hatásra jelentek meg (ilyen például Rómában a Santa Maria in Cosmedin-templom. Az alacsonyabb, széles fedőlappal és térdeplővel ellátott áldoztató rács a középkor végén jelent meg; első művészi díszítéseivel a barokk korban találkozhatunk. Az újkori templomokban egyszerű megformálására törekszenek.
A tabernákulumot a monstrancia megjelenése gyakran emeletes forgószekrénnyé alakította: alul a cibórium, felül, két- vagy háromrészes, forgatható fülkében a monstrancia. A modern oltárok tabernákuluma különálló, rendszerint ötvösmunkákkal díszített fémszekrény. A II. vatikáni zsinat óta a tabernákulumot vagy a korábbi főoltáron, vagy oldalt helyezik el.
Misézni csak konszekrált (fölszentelt) oltáron szabad. Amikor felszentelik, az oltár titulust patrónust kap: a főoltár titulusa azonos a temploméval.
Az oltár — akár szilárd, akár mozgatható — kizárólag istentiszteletre használható, világi használata nem engedhető meg. Ha a templomot vagy más megszentelt helyet közönséges használatra engedik át, ezzel az ottani oltár nem veszti el fölszenteltségét, megáldottságát.
V. Piusz pápa elrendelte, hogy oltárt csak természetes kőből készítsenek úgy, hogy annak fedőlapja egy darabból álljon. Fából készült oltáron csak akkor volt szabad misézni, ha volt benne oltárkő. Az oltárt 3 megáldott terítővel kellett leteríteni, közülük a legfelsőnek kétoldalt a földig kellett érnie. A főoltáron, rendszerint középen volt a tabernákulum helye. Az oltáron vagy fölötte feszületet kellett elhelyezni, hogy emlékeztessen Krisztus keresztáldozatára.
Mint a mellékelt ábra is mutatja, a katolikus oltárokon kívül találunk oltárokat evangélikus és anglikán templomokban is, melyeket a protestáns felekezetek közé sorolunk.

## Járulékos szerepei
A különféle vallásokban általános meggyőződés, hogy az istenség nemcsak letekint kultikus képéből az áldozatra, hanem ténylegesen jelen is van az ott, ahol áldoznak neki, ezért az oltár a hiedelmekben az istenség lakhelyévé is vált.
A katolikusok az oltárt áldó imával (dedikáció) átadják az istenségnek, az építményt (szentelt) olajjal fölkenik, és ezután következik az első áldozat, ami után az oltárt fölszenteltnek tekintik. A fölszentelt oltár megszenteli a ráhelyezett áldozati adományokat is, és ebből a megszentelő erőből a hívek az oltárt megcsókolva, érintve vagy azt megkerülve kaphatnak maguk is.
Sokáig különös szerepe volt a katolikus oltárnak a menedékjog: ha egy üldözött megkapaszkodott az oltárban, ott Istennel került kapcsolatba, az ő oltalma alá került, és ezzel érinthetetlenné vált.
Az oltárt érintve kimondott eskü különleges erejűnek számított(ott).
A katolicizmusban négy szentnek is az oltár az attribútuma:
- András apostol (arra akarták kényszeríteni, hogy bálvány előtt áldozzon),
- Avellinói Szt. András
- Szent István vértanú,
- Zakariás (Keresztelő János atyja).

Az oltár vízszintes része a menza (mensa), közepén az oltárkővel; szembeoltárnál az egész asztalformájú oltárt menzának nevezik. A menza alépítménye a tömb, illetve szarkofág alakú stipes

## Képek

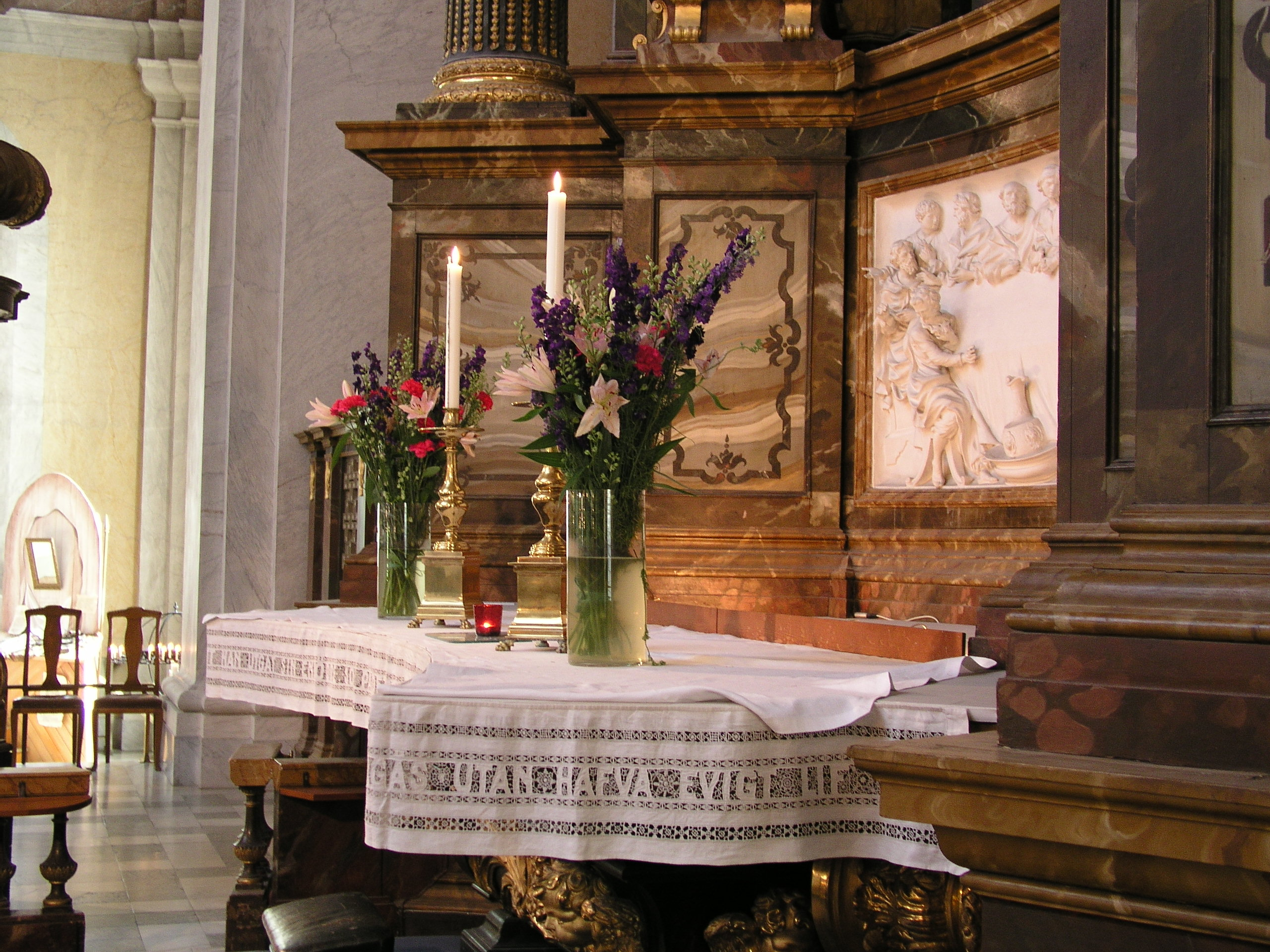
Evangélikus oltár (Stockholm)
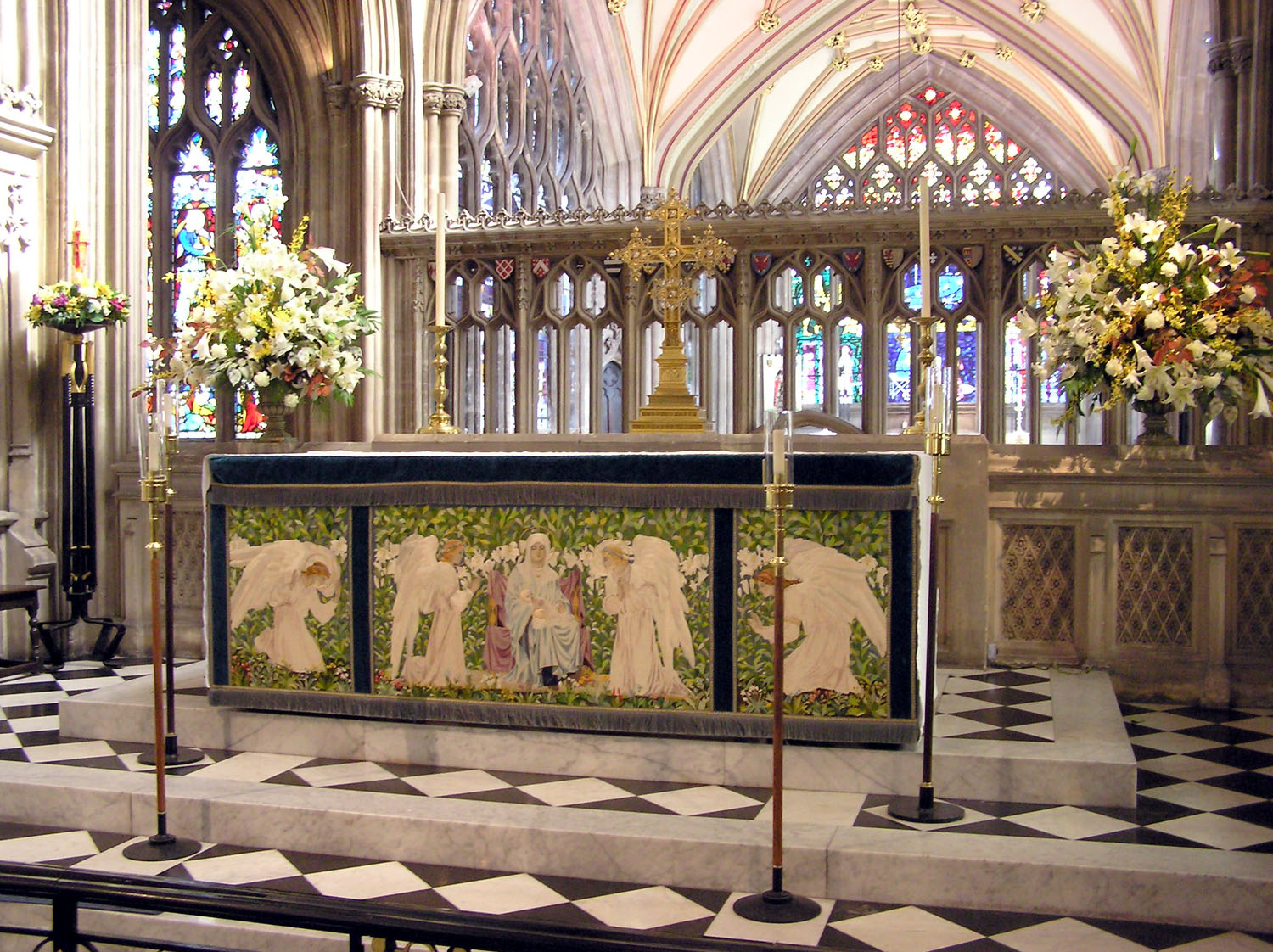
Anglikán oltár (Bristol)
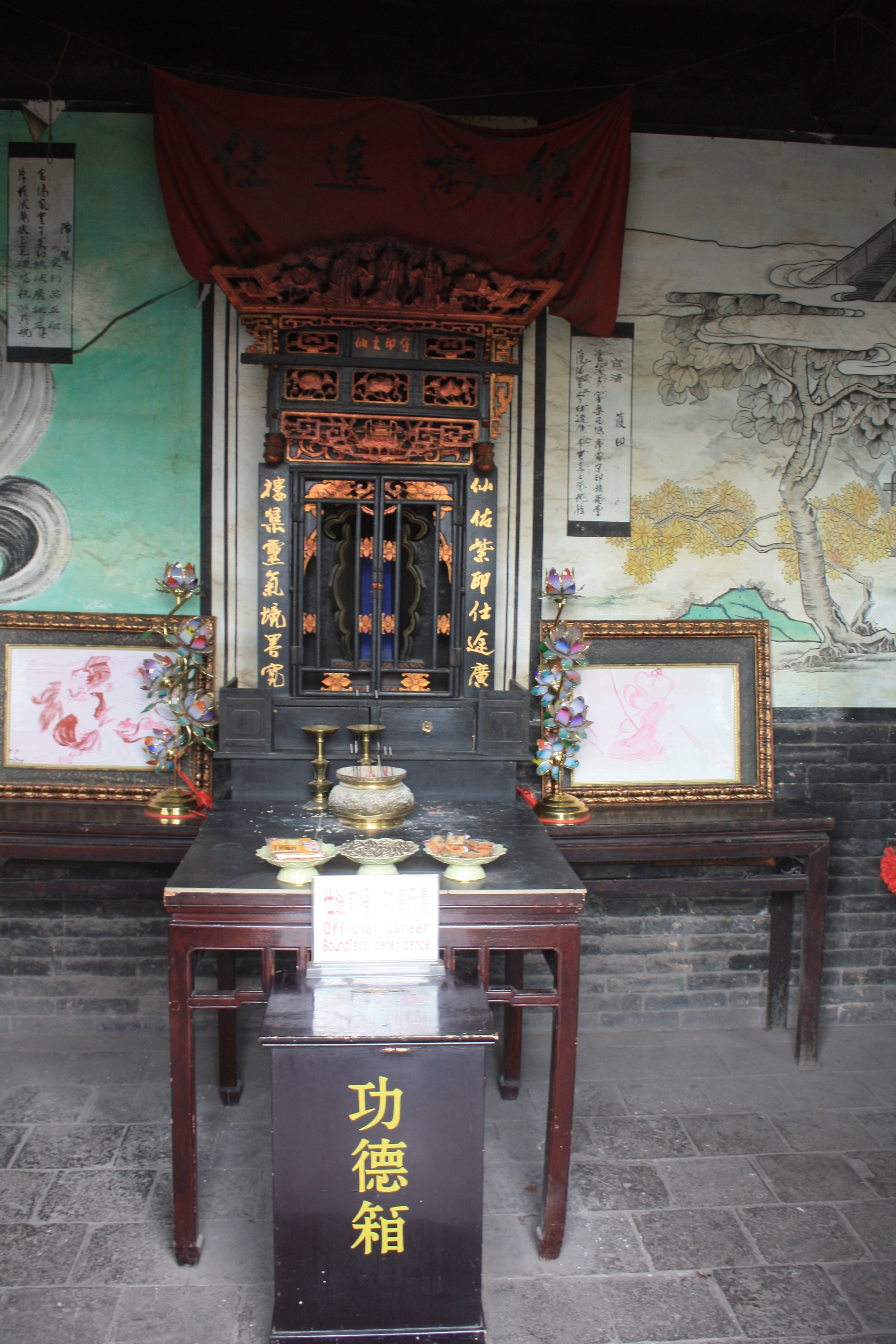
Konfuciánus oltár
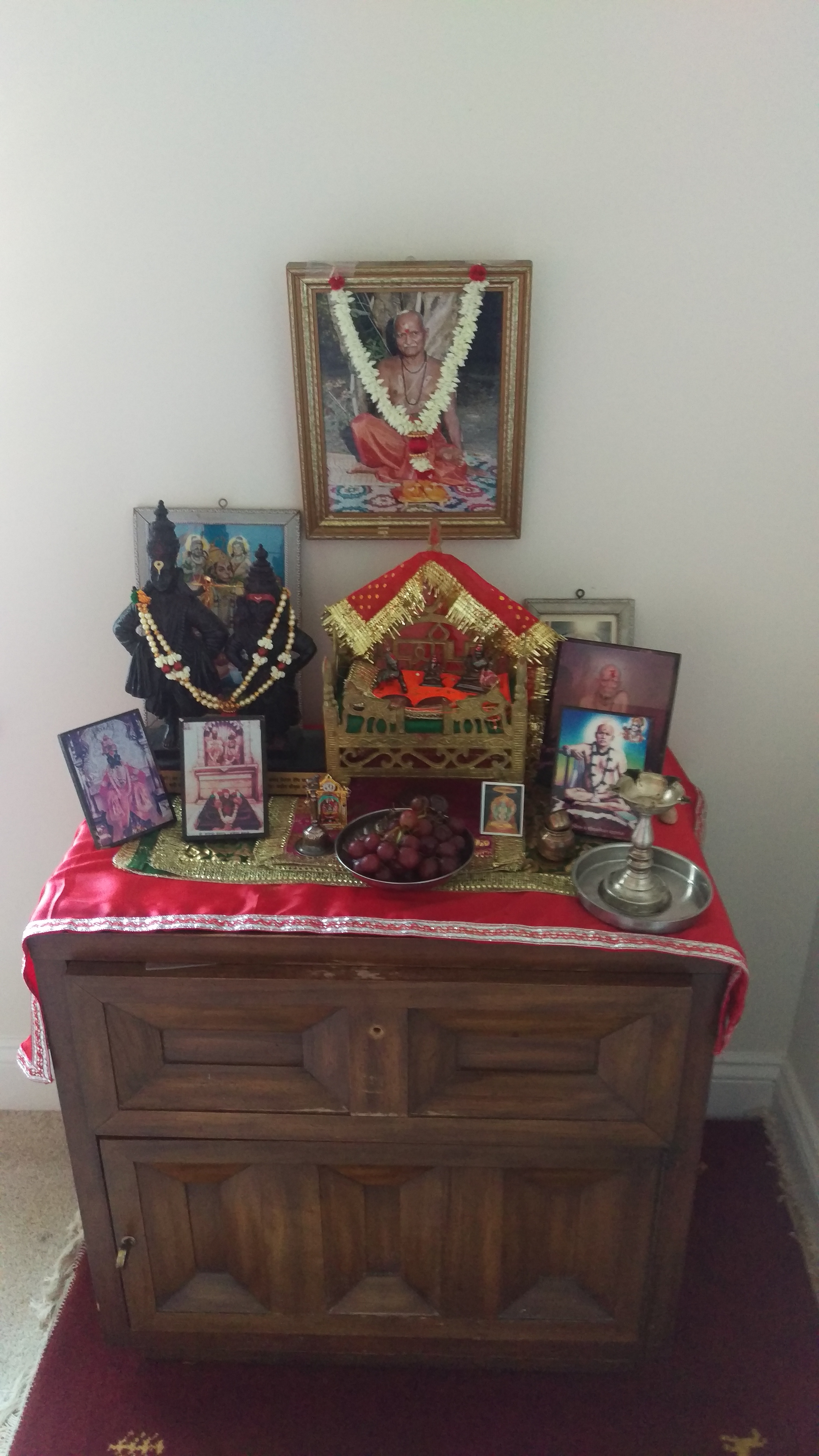
Hindu házioltár
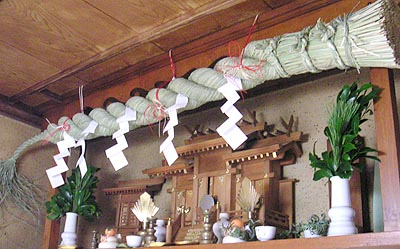
Sintó házioltár
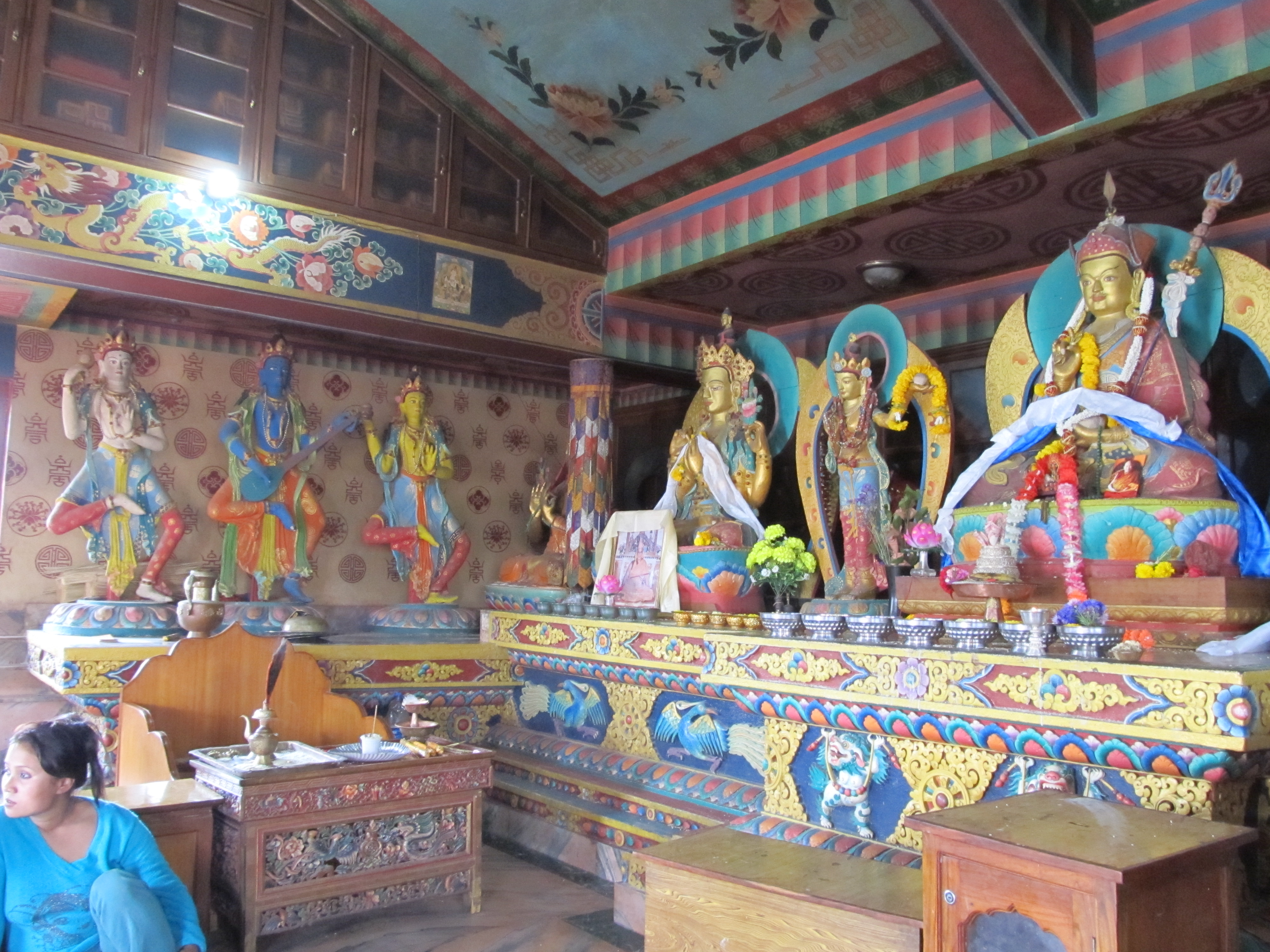
Buddhista oltár
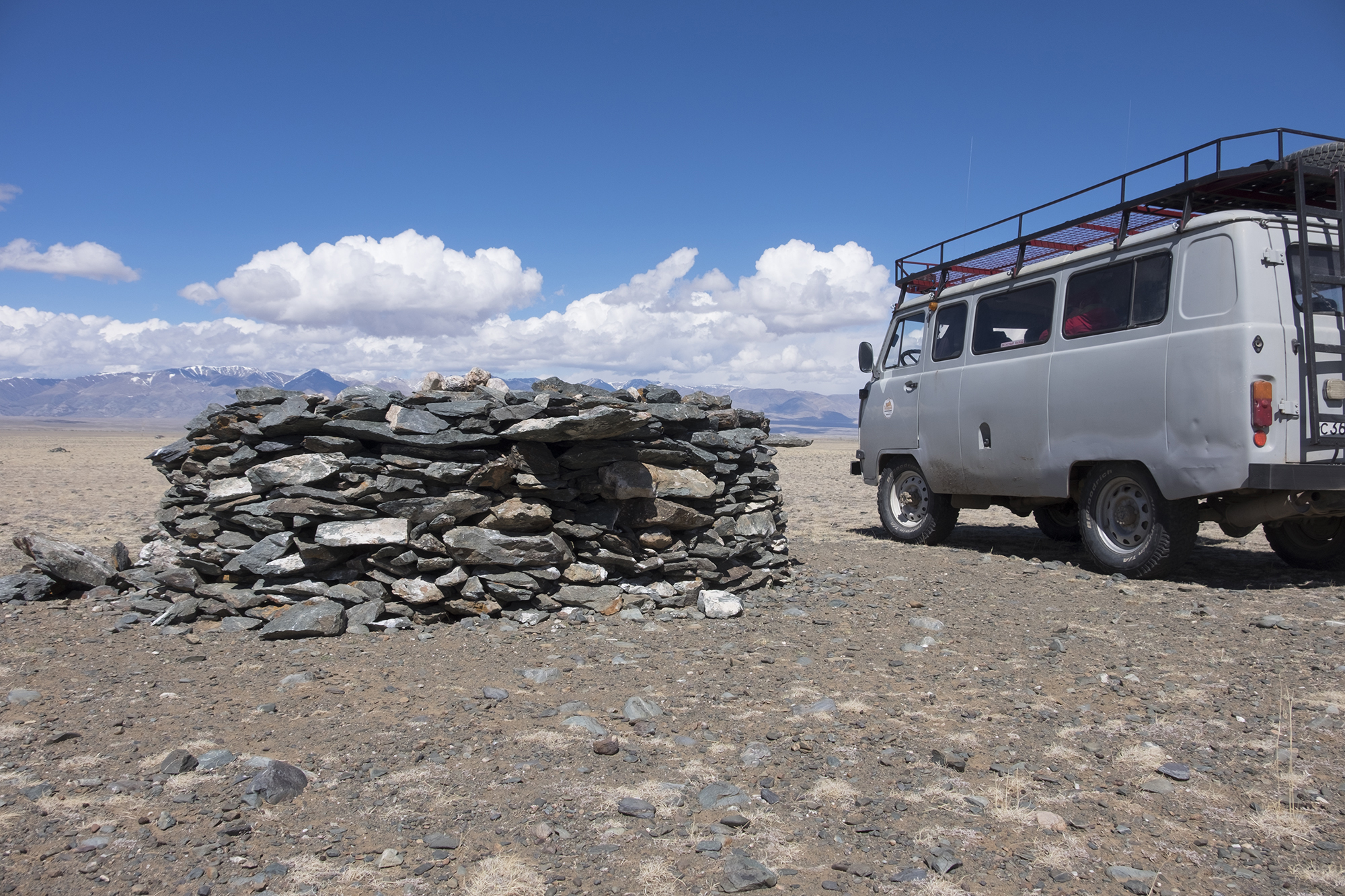
Hagyományos "pogány" oltár (Altaj)
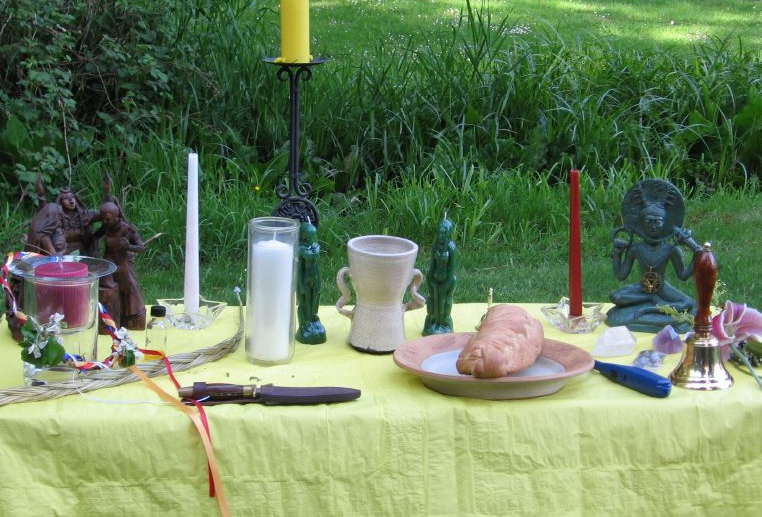
Wicca oltár
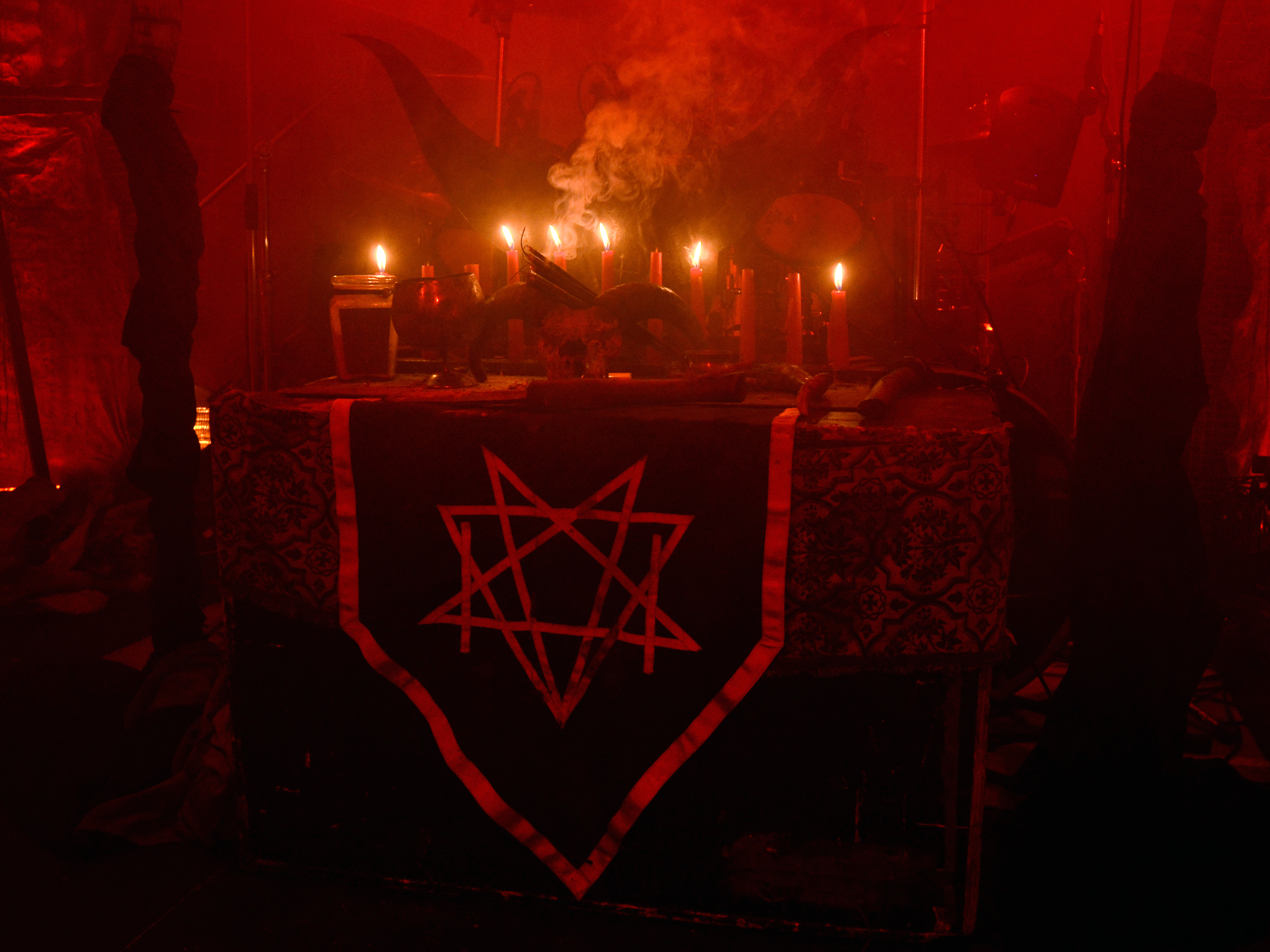
Sátánista oltár